# Рыбец
Рыбе́ц, или сырть (лат. Vimba vimba), — вид лучепёрых рыб из семейства карповых.

## Систематика
В составе вида выделяют подвиды по местам обитания:
- Vimba vimba carinata (Pallas, 1814) — малый черноморский рыбец, бассейны Чёрного и Азовского морей;
- Vimba vimba persa (Pallas, 1814) — каспийский рыбец, бассейн Каспийского моря
- Vimba vimba tenella (Nordmann, 1840) — малый рыбец, бассейн Чёрного моря;
- Vimba vimba vimba (Linnaeus, 1758) — сырть, бассейны Северного и Балтийского морей.

## Описание
Достигает длины 60 см и массы 3 кг, максимальный возраст — 17 лет. Тело умеренно высокое, слегка сжатое с боков. У рыбца более короткий анальный плавник и на спине между спинным и хвостовым плавником имеется хорошо заметный киль, покрытый чешуёй. Рот нижний, полулунной формы; может сильно выдвигаться вперёд и вниз при питании бентосом. Спина голубовато-серая, брюхо серебристо-белое, грудные, брюшные и анальный плавники бледно-желтоватые. Перед нерестом спина темнеет, а середина брюха и нижние плавники краснеют, у самцов появляются белые бугорки на голове. 
Мясо рыбца белое и вкусное, реализуется в вяленом и копчёном виде.

## Размножение и образ жизни
Рыбец из Дона и Кубани становится половозрелым на 4—5-м году жизни. Нерест порционный на каменистых грунтах, в мае — июне. Плодовитость рыбца от 34 до 128 тысяч икринок, диаметр зрелых икринок 1,3 мм. Размер личинок при выклеве составляет около 6 мм, в возрасте 12 суток при длине 8,5 мм они начинают активно питаться.
Полупроходной каспийский рыбец созревает в 3 года, имеет порционный нерест в мае — июне в низовьях рек и озёрах. Икру откладывает на корневища тростника. Плодовитость рыбца составляет 22—28 тысяч икринок.
Обыкновенный рыбец образует проходные, полупроходные и пресноводные формы. Держится в придонном слое воды. 
Основной пищей рыбца является мотыль, водоросли, также он может питаться моллюсками, личинками, линючими раками, бокоплавами. Крупные рыбцы охотно поедают рыбу. В осенний период пищей для рыбца становится мелкая донная тюлька. Питание личинками и мальками характерно для рыбца Азовского моря. Молодь в естественных условиях питается мелкими беспозвоночными, а взрослые особи используют разнообразных донных беспозвоночных — моллюсков, червей, ракообразных.

## Ареал
Распространён в Понто-Каспийском бассейне и реках Балтийского моря.

## Промысловое значение и охрана
Ценная промысловая рыба. Промысел ведётся в период нерестового хода в мае — июне. Черноморского рыбца ловят в бассейне реки Дон, реки Кубань и в Азовском море.
Занимаются воспроизводством рыбца на рыбоводных заводах.
Занесён в Красную книгу России в 2021 году, с категорией редкости 2 — сокращающиеся в численности и/или распространении популяции, и статусом «И – исчезающие». Также включён в Красные книги нескольких российских регионов.